# 福斯特角
64°27′S 57°59′W / 64.450°S 57.983°W
福斯特角（英語：Cape Foster）是南極洲的海岬，位於詹姆斯羅斯島南部，處於卡爾森灣東南面4公里，由詹姆斯·克拉克·羅斯率領的英國探險隊發現。